# 哈尔滨音乐比赛
哈尔滨音乐比赛（英語：International Music Competition Harbin，缩写IMCH）是中国黑龙江省哈尔滨市每年定期举办的一项古典音乐赛事，由哈尔滨市人民政府与哈尔滨音乐学院举办。比赛分为钢琴、声乐、作曲三项赛事，是哈尔滨举办的两个音乐比赛之一。

## 历史
哈尔滨音乐比赛创建于2018年。
2019年8月31日，第二届比赛开幕。
原定于2020年举办的第三届比赛因新冠疫情延期至2021年8月12日至22日举办。